# دان سليمان
دان سليمان (بالإنجليزية: Dan Suleiman)‏ هو سياسي نيجيري، ولد سنة 1942 في نيجيريا. انتخب حاكم ولاية بلاتو ‏.